# Mazda 6e
La Mazda 6e, originariamente presentata e venduta in Cina come Mazda EZ-6, è un'autovettura elettrica prodotta dalla casa automobilistica giapponese Mazda dal 2024.

## Profilo e contesto
La Mazda EZ-6 è un'auto di medie dimensioni (segmento D) prodotta da Mazda attraverso la joint venture Changan Mazda in Cina. Disponibile con un propulsore elettrico a batteria o come ibrido-elettrico a autonomia estesa (EREV), la EZ-6 è stata sviluppata congiuntamente con Changan Automobile e utilizza la stessa piattaforma utilizzata dalla Deepal SL03. 
L'EZ-6 è stata presentata al Salone di Pechino nell'aprile 2024. Il modello elettrico ha un'autonomia stimata di 600 km secondo gli standard CLTC.
L'EZ-6 è dotato di uno schermo centrale da 14,6 pollici, alimentato dal chip Qualcomm Snapdragon 8155 che interagisce l'aria condizionata e altre funzioni di bordo. È inoltre dotato di un sistema audio Sony a 14 altoparlanti, illuminazione ambientale a 64 colori e un tetto in vetro.